# Нярапяэ
Ня́рапяэ (эст. Närapää), ранее Ня́рапа (эст. Närapa)— деревня в волости Канепи уезда Пылвамаа, Эстония.  

## География и описание
Расположена на юго-востоке Эстонии. Расстояние от деревни до уездного центра — города Пылва — 16 километров, до волостного центра — посёлка Канепи — 7 километров. Высота над уровнем моря — 100 метров.
Климат умеренный. Официальный язык — эстонский. Почтовый индекс — 63117.

## Население
По данным переписи населения 2011 года, в Нярапяэ проживали 45 человек, из них 44 (97,8 %) — эстонцы.
По состоянию на 1 января 2020 года в деревне насчитывался 51 житель, из них 20 мужчин и 31 женщина; детей в возрасте до 14 лет включительно — 12, лиц пенсионного возраста (65 лет и старше) — 8.
По данным переписи населения 2011 года, в деревне проживали 54 человека, из них 53 (98,1 %) — эстонцы.
Численность населения деревни Нярапяэ:
| Год  | 1959 | 1970 | 1979 | 1989 | 2000 | 2011 | 2017 | 2018 | 2019 | 2020 | 2021 |
| ---- | ---- | ---- | ---- | ---- | ---- | ---- | ---- | ---- | ---- | ---- | ---- |
| Чел. | 79   | ↘ 44 | ↗ 80 | ↘ 65 | ↘ 42 | ↗ 54 | ↗ 57 | ↘ 53 | ↘ 51 | → 51 | ↘ 45 |

## История
В письменных источниках 1783 года упоминается Nerrepe Juhhan, 1795 года — Narrapae Johann.
Деревня не относится к числу старинных. На карте 1685 года также не отмечено на этом месте ни одного хутора. Как деревня впервые упомянута в списке 1945 года.
Район местечек Нярапяэ, Уха (Uha) и Ала-Якапи (Ala-Jakapi) ранее назывался Эряствере Алакюля (эст. Erästvere Alakülä — с эст. Нижняя деревня Эраствере). В 1795 году он также упоминается на немецком языке как Unter Errestfer.

## Происхождение топонима
Нярапяэ — крестьянская фамилия, которой находится соответствие в финской части Карьяла (в частности, в местном письменном источнике 1791 года упоминается Mich. Näräpä).